# Le Troisième Testament
Le Troisième Testament est une série de bande dessinée d'aventure fantastique française dessinée par Alex Alice et écrite par Xavier Dorison et Alex Alice sur une idée originale de Xavier Dorison. Édité chez Glénat dans la collection Grafica, le premier tome a été publié en juin 1997.
Sept ans après la sortie du quatrième album en juin 2003, une nouvelle série dérivée intitulée Le Troisième Testament : Julius, dessinée par Robin Recht pour le premier tome puis par Thimothée Montaigne pour les autres avec toujours Xavier Dorison et Alex Alice à l'écriture, paraît en septembre 2010. Elle raconte l'histoire de Julius Publius Vindex, un général romain devenu prophète du troisième testament dans l'Antiquité.

## Description

### Synopsis
L'intrigue se déroule dans l'Europe du début du XIVe siècle. Elle raconte la quête d'un mystérieux manuscrit par une jeune fille et un érudit au passé trouble. Dans une Europe gouvernée par la religion chrétienne, où quiconque ose remettre cette dernière en cause se voit irrémédiablement purifié par le feu, on découvre une mystérieuse crypte dans une abbaye. Peu après, cette abbaye se fait sauvagement ravager par un groupe de guerriers...
L'archevêque de Paris fait appel à l'un de ses vieux amis, Conrad de Marbourg, pour enquêter sur ce massacre inhumain. Ce dernier refuse d'abord, s'apprête à partir et quand il cherche à revoir l'archevêque une dernière fois, il retrouve ce dernier crucifié, accroché à la voûte de la cathédrale. Il prend alors sous son aile la fille adoptive de l'archevêque et se met en chasse de ces étranges meurtriers...

### Personnages
- Conrad de Marbourg (inspiré du personnage historique Conrad de Marbourg, inquisiteur allemand)
- Élisabeth d'Elsenor (inspirée du personnage historique Élisabeth de Hongrie, élève spirituelle de Conrad de Marbourg)
- Guillaume de Beaujeu (inspiré du personnage historique Guillaume de Beaujeu, maître de l'ordre du Temple)
- Gherard Steiner
- Charles d'Elsenor
- Le comte de Sayn (inspiré du personnage historique Henri II de Sayn, qui fut un temps poursuivi par Conrad de Marbourg pour Luciférisme)
- Honorius de Saint-Jean
- Trevor O'Neil
- Uther le Pourpe

### Clins d'œil

#### Événements historiques réels
Bien que totalement fictif, le scénario puise ses principaux protagonistes chez des personnages historiques réels. Le comte Henri II de Sayn, du comté germanique de Palatinat-Westphalie, fut accusé en 1233 d'organiser des orgies sataniques par le Grand Inquisiteur allemand de l'époque, Conrad de Marbourg. Henri fut acquitté par une assemblée épiscopale réunie à Mayence, mais Conrad refusa le verdict et quitta la ville. Il fut plus tard retrouvé assassiné. On ignore si Conrad fut tué par des chevaliers d'Henri à son retour de Thuringe ; l'enquête fut abandonnée, bien que le pape Grégoire IX ait ordonné que ce crime soit puni.

## Publications en français

### Albums

#### Premier cycle
- 1 Marc ou Le Réveil du lion[1], Glénat, Grafica, 1997
Scénario : Xavier Dorison - Dessin et couleurs : Alex Alice -  (ISBN 2-7234-2325-5)
- 2 Matthieu ou Le Visage de l'ange[2], Glénat, Grafica, 1998
Scénario : Xavier Dorison - Dessin et couleurs : Alex Alice -  (ISBN 2-7234-2659-9)
- 3 Luc ou Le Souffle du taureau, Glénat, Grafica, 2000
Scénario : Xavier Dorison et Alex Alice - Dessin et couleurs : Alex Alice -  (ISBN 2-7234-3000-6)
- 4 Jean ou Le Jour du corbeau, Glénat, Grafica, 2003
Scénario : Xavier Dorison et Alex Alice - Dessin et couleurs : Alex Alice -  (ISBN 2-7234-3732-9)

##### Autres
Tirages de Tête
- 1 Marc ou Le Réveil du lion, BD must, 1999
Scénario : Xavier Dorison - Dessin : Alex Alice
- 2 Matthieu ou Le Visage de l'ange, BD must
Scénario : Xavier Dorison - Dessin : Alex Alice
- 3 Luc ou Le Souffle du taureau, BD must, 2000
Scénario : Xavier Dorison et Alex Alice - Dessin : Alex Alice
- 4 Jean ou Le Jour du corbeau, BD must, 2004
Scénario : Xavier Dorison et Alex Alice - Dessin : Alex Alice

Tirages de Luxe
- 1 Luc ou Le Souffle du taureau, Folle Image, 2000
Scénario : Xavier Dorison - Dessin : Alex Alice
- 2 Jean ou Le Jour du corbeau, Glénat, Grafica, 2003
Scénario : Xavier Dorison - Dessin et couleurs : Alex Alice -  (ISBN 2-7234-4148-2)

Coffret
- 1 Le Troisième Testament Tetralogie, Glénat, Grafica, 2004
Scénario : Xavier Dorison et Alex Alice - Dessin et couleurs : Alex Alice

Intégrale
- 1 Le Troisième Testament - Édition intégrale, Glénat, 2007
Scénario : Xavier Dorison et Alex Alice - Dessin et couleurs : Alex Alice -  (ISBN 978-2-7234-5496-4)

#### Second cycle
- 1 Julius Livre 1, Glénat, Grafica, 2010
Scénario : Alex Alice et Xavier Dorison - Dessin : Robin Recht - Couleurs : François Lapierre -  (ISBN 978-2-7234-6447-5)
- 2 Julius Livre 2 : La Révélation, chapitre 1, Glénat, Grafica, 2012
Scénario : Alex Alice avec la participation de Xavier Dorison - Dessin : Thimothée Montaigne - Couleurs : François Lapierre -  (ISBN 978-2723485043)
- 3 Julius Livre 3 : La Révélation, chapitre 2, Glénat, Grafica, 2013
Scénario : Alex Alice avec la participation de Xavier Dorison - Dessin : Thimothée Montaigne - Couleurs : François Lapierre -  (ISBN 978-2723494700)
- 4 Julius Livre 4, Glénat, Grafica, 2015
Scénario : Alex Alice avec la participation de Xavier Dorison - Dessin : Thimothée Montaigne - Couleurs : François Lapierre -  (ISBN 978-2344001592)
- 5 Julius Livre 5, Glénat, Grafica, 2018
Scénario : Alex Alice avec la participation de Xavier Dorison - Dessin : Thimothée Montaigne - Couleurs : François Lapierre -  (ISBN 978-2344012277)

## Publications à l'étranger

### Albums
En Pologne
Egmont Polska
- Trzeci Testament (2002-2003)
- Trzeci Testament: Juliusz (intégrale, 2019)

En Allemagne
Splitter Verlag
- Das dritte Testament (1997-1999)

Carlsen Verlag
- Das dritte Testament (2002-2003)

## Postérité

### Suite de la série
Une nouvelle série du Troisième Testament est publiée à partir de la fin 2010. Il ne s'agit pas d'une suite mais d'une nouvelle histoire dérivée, prenant la forme d'un préquelle se déroulant dans l'Antiquité et racontant l'histoire de Julius Publius Vindex, un général romain devenu prophète du troisième testament, évoqué dans le premier tome : Marc ou le réveil du lion. Le premier volume de ce nouveau cycle, intitulé Le Troisième Testament : Julius, sort le 29 septembre 2010 chez Glénat.